# 빌리 히긴스
빌리 히긴스(Billy Higgins, 1936년 10월 11일 ~ 2001년 5월 3일)는 미국의 재즈 드러머였다. 그는 주로 프리 재즈와 하드 밥로 연주했다.